# Sandrine Bonnaire
Pour les articles homonymes, voir Bonnaire.
Sandrine Bonnaire, née le 31 mai 1967 à Gannat (Allier), est une actrice, réalisatrice et scénariste française.
César du meilleur espoir féminin en 1984, elle remporte en 1986 le César de la meilleure actrice pour son rôle dans Sans toit ni loi et, en 1995, la coupe Volpi de la meilleure interprétation féminine à la Mostra de Venise pour La Cérémonie.

## Biographie

### Famille, enfance
Sandrine Bonnaire, septième d'une famille de onze enfants, est la fille de Lucienne (morte en 2023) et Marcel Bonnaire. Elle passe l'essentiel de sa jeunesse à Grigny en région parisienne où elle effectue ses études secondaires au collège Jean-Vilar.
Son père est ouvrier ajusteur. Sa mère est Témoin de Jéhovah, raison pour laquelle elle ne garde pas beaucoup de souvenirs de son enfance, sans fêtes d'anniversaire ni de Noël. Elle déclare : « J'ai une amnésie, peut-être pas inconsciente, mais totale de mon enfance. » Elle ne parle pas de sa mère pour ne pas en dire du mal et doit son équilibre à son père qui ne partageait pas les mêmes convictions religieuses. À cause de la destruction d'humains proclamée et annoncée plusieurs fois par la doctrine des Témoins de Jéhovah, « principe négatif et terrorisant » dit-elle, elle déteste les religions, mais respecte la foi. « Il y a un aspect très castrateur dans les religions. Une espèce de soumission et cette idée du péché qui me fait froid dans le dos. »
À la mort de son père, elle devient le soutien financier de la famille dont la mère est absente et s'occupe de ses deux petits frères. Une de ses sœurs, Sabine, est autiste.

### Carrière
Figurante, dans La Boum et dans Les Sous-doués, alors qu'elle tente de décrocher un CAP de coiffure, Sandrine Bonnaire accompagne sa sœur Lydie, en juin 1982, à la suite de l'annonce d'un casting dans le journal France-Soir pour faire de la figuration dans le film À nos amours de Maurice Pialat. Mais c'est elle qui est finalement engagée dans le film où sa jeunesse, sa fraîcheur, sa spontanéité et sa sensualité crèvent l'écran. Pour sa prestation, elle décroche à 16 ans le César de la meilleure révélation féminine.
Sa carrière est désormais lancée et son rapport avec Pialat s'affirme comme une ligne de force dans sa jeune filmographie, puisqu'elle tourne avec lui : Police et Sous le soleil de Satan, récompensé par la Palme d'or au festival de Cannes en 1987.
Tout au long de sa carrière, elle s'illustre dans un registre plutôt sombre et grave comme dans Sans toit ni loi d'Agnès Varda où elle joue une jeune marginale qui finit par mourir de froid. Son interprétation lui vaut, en 1986, un deuxième César, cette fois en tant que « meilleure actrice », devenant ainsi la plus jeune comédienne à être distinguée dans cette catégorie (18 ans). Elle avoue elle-même que son apparence doit évoquer la gravité ; gravité que des réalisateurs comme Patrice Leconte, Jacques Doillon, Jacques Rivette, André Téchiné ou encore Claude Chabrol exploitent à bon escient.
Jacques Rivette la dirige en 1994, pour le rôle de Jeanne d'Arc, dans Jeanne la pucelle, qu'elle interprète de façon à la fois passionnée et sobre, rôle pour lequel elle est nommée aux Césars 1995 de la Meilleure actrice.
Sa prestation troublante dans Monsieur Hire est saluée par une nouvelle nomination aux Césars et son rôle subversif de bonne analphabète et meurtrière dans La Cérémonie est distingué par la coupe Volpi de la meilleure interprétation féminine à Venise en 1995, ex æquo avec Isabelle Huppert.
Dans les années 2000, elle trouve pourtant une note de jeu plus légère et pétillante dans des films comme Mademoiselle de Philippe Lioret ou Je crois que je l'aime de Pierre Jolivet entre autres même si elle reste intimement liée à un cinéma d'auteur sérieux.
Marraine en 2001 de la journée de l'autisme, elle réalise en 2007 un documentaire sur sa sœur, intitulé Elle s'appelle Sabine, présenté au festival de Cannes (Quinzaine des réalisateurs) la même année et sorti en salles en 2008.
En 2006, dans le téléfilm Le Procès de Bobigny, elle joue le rôle d'une personne vivante au moment du tournage, la mère d'une jeune fille mineure ayant avorté en 1972, ce qui donna lieu à un procès historique de l'avortement. Ce qu'elle commente dans une interview : « Ça oblige à mettre de côté son ego de comédienne. Il faut être dans le vrai parce que, toujours, il y a cette pensée que l’autre, la personne concernée, verra le film. La pensée de ne pas trahir, même s’il s’agit d’une adaptation. »
En 2013, elle travaille avec le chanteur Jacques Higelin et, dans l'album Beau Repaire, elle chante Duo d'anges heureux en duo avec lui.
Au printemps 2013, elle tourne pour la première fois sous la direction de Claude Lelouch dans son 42e film solo Salaud, on t'aime où elle a pour partenaires Johnny Hallyday et Eddy Mitchell ; le film sort en salles en avril 2014.
En 2014, elle effectue son retour sur scène en interprétant, à Valence, L'Odeur des planches de Samira Sedira en lecture théâtrale sous la direction de Richard Brunel.
Le 5 mars 2020, à l'occasion de la Journée internationale des femmes, elle participe à un défilé à Tunis organisé par l'Institut français intitulé « Over fifty… et alors ? », consacré aux femmes qui ont franchi la barre des cinquante ans.
Le 1er juin 2022, elle apparaît travestie en homme dans le clip de la chanson L'Homme qui court, issue de l'album Radio Londres du chanteur Axel Bauer.
En 2024, elle commence le tournage de Slow Joe.

### Membre et présidente de jury
- Sandrine Bonnaire est vice-présidente de l'Association du festival du film de Cabourg[15].
- En 2008, elle est annoncée comme faisant partie du jury du 58e festival du film de Berlin[16]. Le festival est présidé par Costa-Gavras, et les actrices Diane Kruger et Shu Qi font également partie du jury. Mais, pour raisons familiales, elle annule sa participation[17].
- En 2009, elle fait partie du jury de la 66e Mostra de Venise, sous la présidence du réalisateur Ang Lee[18].
- En 2012, elle est présidente du jury du Festival du cinéma américain de Deauville[19].
- En 2016, elle est présidente du jury du 8e Festival international du film policier de Beaune.
- Lors du Festival de Cannes 2017, elle préside le jury de l'Œil d'Or du Meilleur Documentaire.
- En 2019, elle est présidente du jury du 33e Festival du film de Cabourg.
- En 2019, elle est présidente du jury du 30e Festival du film britannique de Dinard[20].

### Engagements personnels
Sandrine Bonnaire est depuis 2007 marraine de l'association « Ciné-ma différence ».
En juillet 2011, elle intègre l'équipe de campagne de Martine Aubry pour la préparation des primaires socialistes. Elle devient, auprès de Patrick Bloche, chargée des sujets « Culture-Média ».
Le 28 novembre 2023, elle annonce via une vidéo Instagram qu'elle compte porter plainte contre l'EHPAD dans lequel sa mère était hébergée au moment de sa mort survenue au mois d'août, et où elle aurait été victime de traitements négligents selon l'actrice.

### Vie privée
À 20 ans, elle rencontre Jean-Yves Escoffier, un chef opérateur, qui est de 17 ans son aîné. Ils restent quatre ans ensemble. En 1991, elle rencontre l'acteur américain William Hurt sur le tournage de La Peste de Luis Puenzo. Il est le père de Jeanne, sa fille aînée, née en 1994. En 2003, elle épouse à la mairie de Cabourg le scénariste et dialoguiste Guillaume Laurant – connu pour avoir coécrit Le Fabuleux Destin d'Amélie Poulain –, qu'elle avait rencontré lors du Festival du film de Cabourg. Il est le père d'Adèle, sa deuxième fille, née en 2004. Le couple divorce en 2015. Depuis 2018, elle est en couple avec le musicien de jazz Erik Truffaz.
En 1993, pour protester contre la publication de photographies prises sans son consentement, elle fait déverser une demi-tonne de fumier devant les locaux du magazine Voici à Paris, devant les caméras de Canal+,.

#### Victime de violences conjugales
Dans son livre autobiographique Le soleil me trace la route, elle révèle qu'en 2000, à Paris, pendant le tournage du film C'est la vie avec Jacques Dutronc, elle est victime d'une très violente agression (triple fracture de la mâchoire et huit dents cassées), qui lui vaut une lourde intervention chirurgicale avec pose de plaques en titane et de nombreuses séances de rééducation,. L'agression a lieu au cours d'un week-end pendant le tournage de C'est la vie de Jean-Pierre Améris. Elle dit avoir été alors très soutenue par Jacques Dutronc.
Son agresseur, contre lequel elle a porté plainte et que l'on ne connaît que par son prénom, Pierre, est condamné à deux ans de prison avec sursis et une forte amende. Ce n'est qu'en 2019 qu'elle indique, dans le livre À l'amour, à la vie, un recueil de témoignages écrit par Catherine Ceylac, qu'il s'agissait en fait d'une agression de son compagnon d'alors, avec lequel elle entrait dans une phase de rupture,.

### Décoration
- Commandeure de l'ordre des Arts et des Lettres (17 janvier 2013)[33]

## Filmographie

### Cinéma

#### Actrice

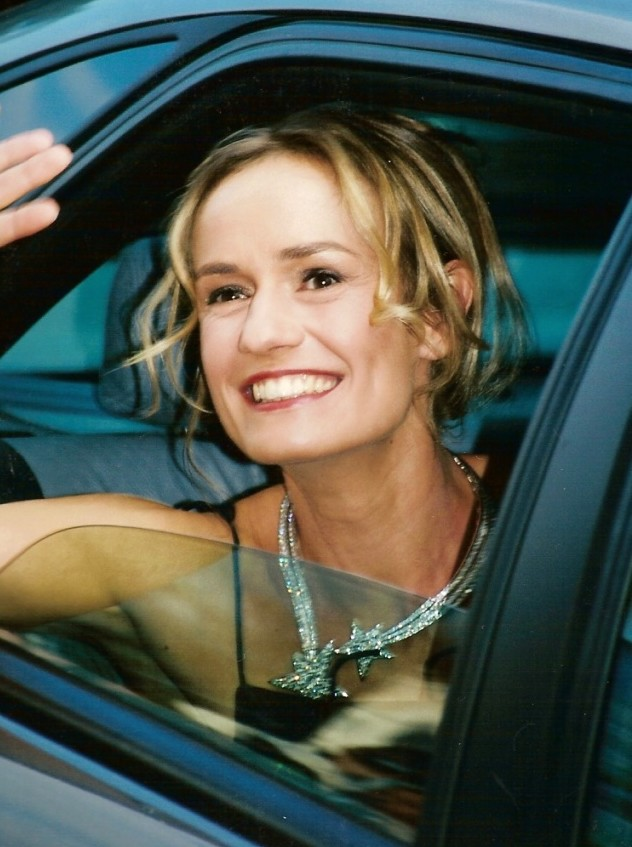
Sandrine Bonnaire au festival de Cannes 2000.

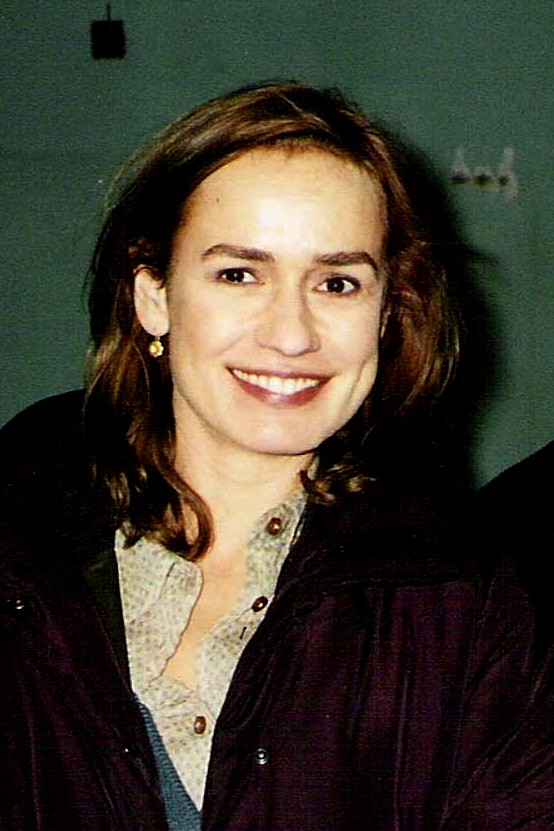
Sandrine Bonnaire en 2003 sur le tournage de Le Cou de la girafe.

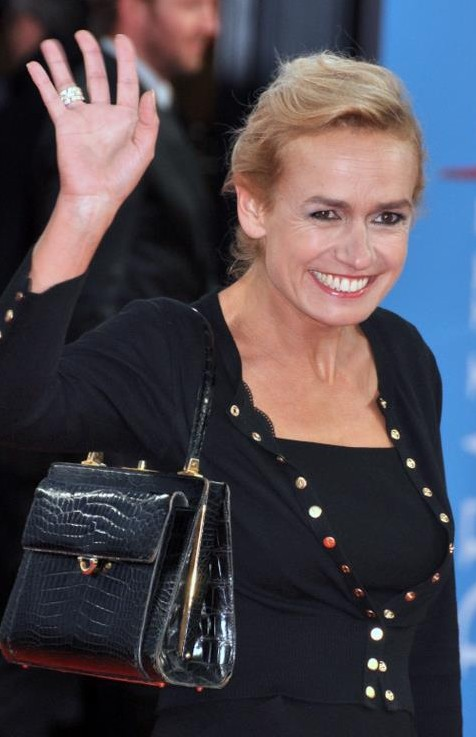
Sandrine Bonnaire en 2012 au festival du cinéma américain de Deauville.

- 1980 : La Boum de Claude Pinoteau : (figuration)
- 1982 : Cinématon no 238 de Gérard Courant : elle-même
- 1982 : Les Sous-doués en vacances de Claude Zidi : une spectatrice (figuration)
- 1983 : À nos amours de Maurice Pialat : Suzanne
- 1984 : Tir à vue de Marc Angelo : Marilyn
- 1985 : Blanche et Marie de Jacques Renard : Marie
- 1985 : Le Meilleur de la vie de Renaud Victor : Véronique
- 1985 : Police de Maurice Pialat : Lydie
- 1985 : Sans toit ni loi d'Agnès Varda : Mona
- 1986 : La Puritaine de Jacques Doillon : Manon
- 1987 : Sous le soleil de Satan de Maurice Pialat : Mouchette
- 1987 : Jaune revolver d'Olivier Langlois : Angèle
- 1987 : Les Innocents d'André Téchiné : Jeanne
- 1988 : Quelques jours avec moi de Claude Sautet : Francine
- 1989 : Peaux de vaches de Patricia Mazuy : Annie
- 1989 : Monsieur Hire de Patrice Leconte : Alice
- 1990 : La Captive du désert de Raymond Depardon : la captive
- 1990 : Dans la soirée (Verso sera) de Francesca Archibugi : Stella
- 1991 : Le Ciel de Paris de Michel Béna : Suzanne
- 1991 : La Peste de Luis Puenzo : Martine Rambert
- 1992 : Prague (en) d'Ian Sellar : Elena
- 1994 : Jeanne la Pucelle de Jacques Rivette : Jeanne d'Arc
- 1994 : Confidences à un inconnu (Ispoved neznakomtsu) de Georges Bardawil : Natalia
- 1995 : Les Cent et Une Nuits de Simon Cinéma d'Agnès Varda : la vagabonde métamorphosable
- 1995 : La Cérémonie de Claude Chabrol : Sophie
- 1995 : Cinématon #1742 de Gérard Courant : elle-même
- 1996 : Never Ever de Charles P. Finch (en) : Katherine Beaufort
- 1997 : La Dette d'amour[34] (Die Schuld der Liebe) d'Andreas Gruber : Monica Besse
- 1998 : Secret défense de Jacques Rivette : Sylvie
- 1998 : Voleur de vie d'Yves Angelo : Olga
- 1999 : Au cœur du mensonge de Claude Chabrol : Viviane Sterne
- 1999 : Est-Ouest de Régis Wargnier : Marie
- 2001 : Mademoiselle de Philippe Lioret : Claire Canselier
- 2001 : C'est la vie de Jean-Pierre Améris : Suzanne
- 2002 : Femme fatale de Brian De Palma : elle-même
- 2003 : Résistance de Todd Komarnicki : Lucette Oomlop
- 2004 : Confidences trop intimes de Patrice Leconte : Anna
- 2004 : Le Cou de la girafe de Safy Nebbou : Hélène
- 2004 : L'Équipier de Philippe Lioret : Mabé Le Guen
- 2006 : Demandez la permission aux enfants ! d'Éric Civanyan : Marie
- 2007 : Je crois que je l'aime de Pierre Jolivet : Elsa
- 2007 : Un cœur simple de Marion Laine : Félicité
- 2008 : L'Empreinte de Safy Nebbou : Claire Vigneaux
- 2009 : Joueuse de Caroline Bottaro : Hélène
- 2012 : Adieu Paris de Franziska Buch : Françoise Dupret
- 2014 : Salaud, on t'aime de Claude Lelouch : Nathalie Beranger
- 2015 : L'Âme d'un espion[35] (Душа шпиона, Dusha shpiona) de Vladimir Bortko : Jacqueline
- 2015 : La Dernière Leçon de Pascale Pouzadoux : Diane
- 2016 : Le ciel attendra de Marie-Castille Mention-Schaar : Catherine Bouzaria
- 2017 : Une saison en France de Mahamat Saleh Haroun : Carole Blaszak
- 2017 : Prendre le large de Gaël Morel : Édith Clerval
- 2019 : K contraire de Sarah Marx : Gabrielle Fravielle
- 2019 : Trois jours et une vie de Nicolas Boukhrief : Blanche Courtin
- 2020 : Voir le jour de Marion Laine : Jeanne
- 2021 : L'amour c'est mieux que la vie de Claude Lelouch : Sandrine
- 2021 : L’Événement d'Audrey Diwan : Gabrielle
- 2022 : Umami[36] de Slony Sow : Louise Carvin
- 2023 : Comme une louve de Caroline Glorion : Élodie Piat
- 2023 : Dance First de James Marsh : Suzanne Dechevaux-Dumesnil
- 2024 : Le Mangeur d’âmes de Julien Maury et Alexandre Bustillo : Docteur Carole Marbas
- 2024 : Limonov, la ballade (Limonov: The Ballad of Eddie) de Kirill Serebrennikov : l'animatrice radio à Paris
- 2024 : Finalement de Claude Lelouch : Sandrine
- 2025 : La Vie devant moi de Nils Tavernier
- 2026 : LOL 2.0 de Lisa Azuelos

#### Réalisatrice

##### Documentaires
- 2007 : Elle s'appelle Sabine[37]
- 2014 : Ce que le temps a donné à l'homme sous-titré Jacques Higelin par Sandrine Bonnaire, 53 min, Arte, 1er novembre 2015[38]
- 2017 : Marianne Faithfull, fleur d'âme, 62 min, Arte, 2 mars 2018

##### Fiction
- 2012 : J'enrage de son absence

### Télévision
- 1997 : Une femme en blanc, série d'Aline Issermann : Margaux Dampierre
- 2003 : La Maison des enfants, série d'Aline Issermann : Margaux Dampierre
- 2006 : Le Procès de Bobigny, téléfilm de François Luciani : Martine Langlois
- 2011 : Signature, série d'Hervé Hadmar : Daphné
- 2013 : La Balade de Lucie, téléfilm de Sandrine Ray : Lucie
- 2014 : Rouge Sang, téléfilm de Xavier Durringer : Alma Schneider
- 2015 : Elles... Les Filles du Plessis, téléfilm de Bénédicte Delmas : la directrice
- 2016 : Bébés volés, téléfilm d'Alain Berliner : Inès
- 2017 : Capitaine Marleau (épisode La Nuit de la Lune Rousse), téléfilm de Josée Dayan : Jeanne Dewaere
- 2018 : La Loi de Marion, téléfilm de Stéphane Kappes : Marion Veyron
- 2019 : Ce soir-là et les jours d'après, téléfilm de Marion Laine : Irène
- 2022 : Les Combattantes d'Alexandre Laurent : Éléonore Dewitt

### Voix off
- 2006 : L'Aventurière, docu-fiction TV d’Alain Wieder
- 2011 : Bonobos, film documentaire d'Alain Tixier
- 2018 : Voix des soupirs, court-métrage d'animation d'Atam Rasho

## Théâtre
- 1990 : La Bonne Âme du Se-Tchouan de Bertolt Brecht, mise en scène Bernard Sobel, Théâtre de Gennevilliers
- 2014 : L'Aide-mémoire de Jean-Claude Carrière, mise en scène Ladislas Chollat, Théâtre de l'Atelier, Paris
- 2014 : L'Odeur des planches de Samira Sedira (lecture), Comédie de Valence
- 2015 : Le Miroir de Jade de Sandrine Bonnaire, mise en scène Raja Shakarna, Théâtre du Rond-Point, Paris
- 2024 : L'Amante anglaise de Marguerite Duras, mise en scène Jacques Osinski, Théâtre de l'Atelier, Paris

## Musique
- 2013 : Duo d'anges heureux, en duo avec Jacques Higelin sur son album Beau Repaire

## Publication
- Le soleil me trace la route, Paris, Éditions Stock, 2010, 250 p. (ISBN 978-2-234-06323-5)Conversations avec Tiffy Gaillac et Jean-Yves Morgue

## Distinctions

### Récompenses

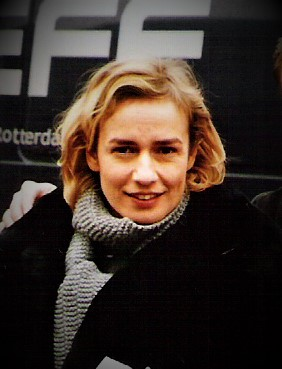
Sandrine Bonnaire en 2001.

- César 1984 : César du meilleur jeune espoir féminin pour À nos amours
- César 1986 : César de la meilleure actrice pour Sans toit ni loi
- Mostra de Venise 1995 : Coupe Volpi de la meilleure interprétation féminine pour La Cérémonie
- Festival du film de Cabourg 2001 : Prix d'interprétation féminine pour Mademoiselle
- Festival de Cannes 2007 : Prix Fipresci des sections parallèles pour Elle s'appelle Sabine
- Prix du Syndicat français de la critique de cinéma et des films de télévision 2009 : prix du premier film pour Elle s'appelle Sabine
- Magritte du cinéma 2018 : Magritte d'honneur pour l'ensemble de sa carrière

### Nominations
- César 1988 : César de la meilleure actrice pour Sous le soleil de Satan
- César 1990 : César de la meilleure actrice pour Monsieur Hire
- César 1995 : César de la meilleure actrice pour Jeanne la Pucelle
- César 1996 : César de la meilleure actrice pour La Cérémonie
- César 2000 : César de la meilleure actrice pour Est-Ouest

### Radio
- « Sandrine Bonnaire, quelques jours avec elle », France Culture, À voix nue, par Philippe Bresson, du 19 au 23 mai 2025.